# 云南凹脉柃
云南凹脉柃（学名：Eurya cavinervis），为山茶科柃木属下的一个植物变型。